# Trigonidium pallipes
Trigonidium pallipes är en insektsart som först beskrevs av Lucien Chopard 1938.  Trigonidium pallipes ingår i släktet Trigonidium och familjen syrsor. Inga underarter finns listade i Catalogue of Life.